# 1582
Évszázadok: 15. század – 16. század – 17. század
Évtizedek: 1530-as évek – 1540-es évek – 1550-es évek – 1560-as évek – 1570-es évek – 1580-as évek – 1590-es évek – 1600-as évek – 1610-es évek – 1620-as évek – 1630-as évek
Évek: 1577 – 1578 – 1579 – 1580 –  1581 – 1582 – 1583 – 1584 – 1585 – 1586 – 1587

## Események
- január 15. – A Lengyel–Litván Unió és Oroszország megköti a Jam Zapolski-i békét(wd), ezzel Livónia lengyel fennhaatóság alá kerül.[1]
- február 24. – XIII. Gergely pápa az Inter gravissimas kezdetű bullájával bevezeti a gregorián naptárat.[2] (Itáliában, Lengyelországban, Portugáliában és Spanyolországban október 4-ét közvetlenül, 10 nap kihagyásával október 15-e követte. Más országok később, eltérő időpontokban tértek át az új naptárra.)
- június 21. – A Honnódzsi-összeesküvés a Kiotóban levő Honnódzsi templomban. (Akecsi Micuhide megtámadja és megöli a templomban időző Oda Nobunaga daimjót, majd pedig megrohanja Nobunaga fiának és örökösének, Oda Nobutadának a szállását is.)
- november 4. (a Julián naptár szerint október 26.) – A kozákok győzelme Jermak Tyimofejevics vezetése alatt a szibériai tatárokon az iszkeri csatában.

## Születések
- május 1. – Marco da Gagliano itáliai zeneszerző († 1643)
- Gregorio Allegri olasz zeneszerző († 1652)

## Halálozások
- június 21. – Oda Nobunaga Japán történelem, a Hadakozó fejedelemségek korának egy jelentős daimjója volt (* 1534)
- szeptember 23. – III. Louis, Montpensier hercege, francia hadvezér (* 1513)
- december 11. – Fernando Álvarez de Toledo y Pimentel 1556–59 között Nápoly spanyol alkirálya, 1567–73 között Spanyol-Németalföld helytartója, a Németalföldi szabadságmozgalmak ellen folyó véres hadjárat és megtorlás irányítója (* 1507)